# Крецшау
Крецшау (нем. Kretzschau) — община в Германии, в земле Саксония-Анхальт. Входит в состав района Бургенланд. Подчиняется управлению Дройсигер-Цайтцер Форст. Население составляет 2792 человека (на 31 декабря 2010 года). Занимает площадь 27,76 км².